# Something in the Basement
Something in the Basement è un cortometraggio del 1986 diretto dal regista Victor Salva.

## Trama
Un giovane ragazzo è in attesa che il fratello faccia ritorno a casa dalla guerra. Nel seminterrato di casa il ragazzo incontra un'antica creatura malvagia che afferma che suo fratello è morto.

## Accoglienza
Il cortometraggio fu proiettato in diversi festival cinematografici dove è stato accolto con grande successo. Il regista Francis Ford Coppola lo vide e rimase così impressionato da dare a Salva 250.000 dollari per realizzare il film Clownhouse.